# Japans Grand Prix 2000
Japans Grand Prix 2000 var det sextonde av 17 lopp ingående i formel 1-VM 2000.

## Resultat
1. Michael Schumacher, Ferrari, 10 poäng
2. Mika Häkkinen, McLaren-Mercedes, 6
3. David Coulthard, McLaren-Mercedes, 4
4. Rubens Barrichello, Ferrari, 3
5. Jenson Button, Williams-BMW, 2
6. Jacques Villeneuve, BAR-Honda, 1
7. Johnny Herbert, Jaguar-Cosworth
8. Eddie Irvine, Jaguar-Cosworth
9. Ricardo Zonta, BAR-Honda
10. Mika Salo, Sauber-Petronas
11. Pedro Diniz, Sauber-Petronas
12. Pedro de la Rosa, Arrows-Supertec
13. Jarno Trulli, Jordan-Mugen Honda
14. Giancarlo Fisichella, Benetton-Playlife
15. Gaston Mazzacane, Minardi-Fondmetal

### Förare som bröt loppet
- Marc Gené, Minardi-Fondmetal (varv 46, motor)
- Ralf Schumacher, Williams-BMW (41, snurrade av)
- Nick Heidfeld, Prost-Peugeot (41, upphängning)
- Alexander Wurz, Benetton-Playlife (37, snurrade av)
- Heinz-Harald Frentzen, Jordan-Mugen Honda (29, hydraulik)
- Jean Alesi, Prost-Peugeot (19, motor)
- Jos Verstappen, Arrows-Supertec (9, elsystem)

## VM-ställning
| Förarmästerskapet 1. Michael Schumacher, Ferrari, 98 2. Mika Häkkinen, McLaren-Mercedes, 86 3. David Coulthard, McLaren-Mercedes, 67 | Konstruktörsmästerskapet 1. Ferrari, 156 2. McLaren-Mercedes, 143 3. Williams-BMW, 36 |